# Premio Abraham Geiger
El Premio Abraham Geiger reconoce los logros académicos que promuevan la pluralidad en el judaísmo. Fue creado en 2000 con motivo de la apertura del Abraham Geiger College, de la Universidad de Potsdam en Berlín. Este seminario rabínico distingue con él a las personas por sus logros en el fomento del pluralismo. Se honra la apertura, el coraje, la tolerancia y la libertad de pensamiento judío a raíz de la Ilustración, con el fin de fomentar el entendimiento entre las denominaciones judías y con su entorno no judío. El Premio Abraham Geiger está dotado con 5.000 euros, que el destinatario dona a un proyecto en el espíritu del premio. El premio es donado por Karl Hermann Blickle.
Los premiados han sido:
- 2000 Susannah Heschel
- 2002 Emil Fackenheim
- 2004 Alfred Grosser
- 2006 Karl Lehmann
- 2008 Hassan de Jordania
- 2009 Hans Küng
- 2011 Helen Zille
- 2013 Annette Schavan
- 2015 Angela Merkel
- 2017 Amos Oz